# Phostria linealis
Phostria linealis là một loài bướm đêm trong họ Crambidae.